# Colina Blue Bell
La colina Blue Bell (en inglés, Blue Bell Hill) es una colina de creta entre Maidstone y Rochester en el condado inglés de Kent. Tiene vistas al río Medway y es parte de North Downs. Los asentamientos en la colina incluyen Walderslade; y las aldeas Blue Bell Hill y Kit's Coty. Durante los siglos XVIII y XIX, gran parte de la colina fue explotada en busca de creta.
Es una reserva natural de cinco hectáreas administrada por Kent Wildlife Trust. También es parte del Área de Destacada Belleza Natural de Kent Downs y Sitio de especial interés científico Wouldham to Detling Escarpment y  catalogado en A Nature Conservation Review con Grado I.
Un área de pícnic sirve como punto de descanso para los caminantes en North Downs Way que corre a lo largo de la cima de la colina, mientras que el camino prehistórico de Pilgrims 'Way bordea su pie. Un crematorio moderno también ocupa la colina.
La autovía A229 sigue la ruta de una antigua calzada romana y sube la colina, que hoy une las autopistas M2 y M20. High Speed 1 también corre debajo de la colina, a través del túnel North Downs, y el trabajo arqueológico previo descubrió una casa comunal neolítica en sus laderas. La estación de transmisión de Bluebell Hill se encuentra en la colina, al igual que el pub Lower Bell. El pub Upper Bell se cerró alrededor de marzo de 2005, debido a la menor demanda causada por el cierre de un carril de circunvalación hacia la A229 en dirección sur y fue demolido en 2013. 